# آروی پوهیانپا
آروی پوهیانپا (فنلاندی: Arvi Pohjanpää؛ ۱۰ ژوئیهٔ ۱۸۸۷ – ۲۱ دسامبر ۱۹۵۹) ژیمناست، نویسنده و قاضی اهل فنلاند بود.
وی در مسابقات کشوری و بین‌المللی در مجموع برندهٔ ۱ مدال برنز شده‌است.